# تایو، اتوبوس کوچک
تایو، اتوبوس کوچک یا اتوبوس‌های کوچولو (کره‌ای: 꼬마버스 타요؛ انگلیسی: Tayo the Little Bus) نام یک مجموعه پویانمایی رایانه‌ای کُره‌ای است که توسط شرکت «آیکانیکس انترتینمنت» و شبکهٔ تلویزیونی ای‌بی‌سی (EBS) و با پشتیبانی و حمایتِ ستادِ اجراییِ شهردارِ سئول «ئو سه-هون» ساخته شده است.
این مجموعه تلویزیونی نخستین بار در سال ۲۰۱۰ میلادی در کره جنوبی پخش شد و پس از آن شهرت بین‌المللی یافت و در سایر کشورها هم منتشر شد.
این کارتون به زبان‌های انگلیسی، اسپانیولی، ترکی استانبولی و روسی هم ترجمه و دوبله شده است و بر روی کانال رسمی آن در یوتیوب قابل دسترسی است.
در آسیا، استرالیا و نیوزیلند، این کارتون از شبکهٔ «دیزنی جونیور» و در ایالات متحده آمریکا از شبکهٔ هولو پخش می‌شود.
این کارتون در ایران با عنوان «اتوبوس‌های کوچولو» از شبکهٔ پویا دوبله و پخش شده است.

## خلاصه داستان
ماجرای این مجموعهٔ کارتونی دربارهٔ اتوبوسی کوچک بازیگوش و کنجکاو به نام «تایو» (در نسخهٔ فارسی به نام «سانی») (اتوبوس آبی با شماره ۱۲۰) است که به تازگی آموختن وظایف خود را شروع کرده و او به‌همراه دوستانش «روگی» (اتوبوس سبز رنگ)، «لنی» (اتوبوس ۰۲ زرد) و «گانی» (اتوبوس ۱۳۳۹ قرمز) به همدیگر کمک می‌کنند تا اتوبوس‌های بالغ و باتجربه‌ای شوند. در محل زندگی این اتوبوس‌ها که شهری بزرگ است، وسایل نقلیه مختلف، بخوبی و خوشی در کنار هم زندگی می‌کنند. تایو با کمک دوستانش می‌آموزد که چگونه مشکلاتی را که در طول روز با آنها روبه‌رو می‌شود حل کند. او و دوستانش همچنین یادمی‌گیرند که چطور به تفاوت‌های فردی‌شان همچون نقاط قوت و ضعف افراد احترام بگذارند و ارزش دوستی‌ها را بفهمند و بتوانند توانایی‌هایشان را در برقراری ارتباط فردی و اجتماعی بهبود بخشند.